# Сальютский говор
Сальютский говор — один из говоров восточного диалекта башкирского языка. Описан в монографии учёного Тагира Баишева «Башкирские диалекты в их отношении к литературному языку» (1955). 
Данный говор распространен среди башкир племен сальют, терсяк, бикатин и сынрян, проживающих в Кунашакском и Каслинском районах Челябинской области, а также Шадринском и Шатровском районе Курганской области. 
Сальютский говор восточного диалекта башкирского языка характеризуется рядом особенностей, сближающих его с языком древнетюркской письменности и монгольским языком; в фонетике — соответствие гортанного һ башк. интердент. ҙ, ҫ (беһтеӊ вместо беҙҙеӊ — «наш»; һеһ вместо һеҙ — «вы»; иһән вместо иҫән — «здоровый»); многочисленные лексические совпадения с монгольским языком (әлиа — «резвый», сөлөнгө — «радуга», сара — «большая деревянная чашка», хөтгән —«нож»).